# Gunung Awu
Gunung Awu (indonesiska: Bulude Awu) är ett berg i Indonesien.   Det ligger i provinsen Sulawesi Utara, i den nordöstra delen av landet, 2 300 km nordost om huvudstaden Jakarta. Toppen på Gunung Awu är 921 meter över havet. Gunung Awu ligger på ön Sangihe Besar Island. Det ingår i Bentihu Kalaengbatu.
Terrängen runt Gunung Awu är huvudsakligen lite bergig.  I omgivningarna runt Gunung Awu växer i huvudsak städsegrön lövskog.